# Jeux asiatiques de 1982
Navigation
Édition précédente Édition suivante
Les IXe Jeux asiatiques se sont déroulés du 19 novembre au 4 décembre 1982 à New Delhi, en Inde. Ils ont rassemblé 3 411 participants de 23 pays asiatiques dans 22 disciplines.

## Sports
Les athlètes se sont affrontés dans 22 disciplines. Le bowling et l'escrime sont retirés du programme. L'aviron, l'équitation, le golf, le handball et le yachting sont présents pour la première fois.
- Athlétisme
- Aviron
- Badminton
- Basket-ball
- Boxe
- Cyclisme
- Équitation
- Football
- Golf
- Gymnastique
- Haltérophilie
- Handball
- Hockey sur gazon
- Lutte
- Natation
- Tennis
- Tennis de table
- Tir
- Tir à l'arc
- Voile
- Volley-ball
- Yachting

## Délégations présentes
Les Jeux asiatiques 1982 ont vu la participation de 3 411 athlètes représentant 23 délégations.
Le République populaire de Chine termine en tête du tableau des médailles. Elle devance le Japon qui remporte autant de médailles mais moins de titres. L'Inde, pays organisateur, est cinquième.
| Rang  | Nation        | Or  | Argent | Bronze | Total |
| ----- | ------------- | --- | ------ | ------ | ----- |
| 1     | Chine         | 61  | 51     | 41     | 153   |
| 2     | Japon         | 57  | 52     | 44     | 153   |
| 3     | Corée du Sud  | 28  | 28     | 37     | 93    |
| 4     | Corée du Nord | 17  | 19     | 20     | 56    |
| 5     | Inde          | 13  | 19     | 25     | 57    |
| 6     | Indonésie     | 4   | 4      | 7      | 15    |
| 7     | Iran          | 4   | 4      | 4      | 12    |
| 8     | Pakistan      | 3   | 3      | 5      | 11    |
| 9     | Mongolie      | 3   | 3      | 1      | 7     |
| 10    | Philippines   | 2   | 3      | 9      | 14    |
| 11    | Iraq          | 2   | 3      | 4      | 9     |
| 12    | Thaïlande     | 1   | 5      | 4      | 10    |
| 13    | Koweït        | 1   | 3      | 3      | 7     |
| 14    | Syrie         | 1   | 1      | 1      | 3     |
| 15    | Malaisie      | 1   | 0      | 3      | 4     |
| 16    | Singapour     | 1   | 0      | 2      | 3     |
| 17    | Afghanistan   | 0   | 1      | 0      | 1     |
| 18    | Liban         | 0   | 0      | 1      | 1     |
| 19    | Bahreïn       | 0   | 0      | 1      | 1     |
| 20    | Hong Kong     | 0   | 0      | 1      | 1     |
| 21    | Qatar         | 0   | 0      | 1      | 1     |
| 22    | Viêt Nam      | 0   | 0      | 1      | 1     |
| Total | Total         | 199 | 199    | 215    | 613   |